# Amir Pnueli
Amir Pnueli (n. 22 de abril de 1941 - 2 de noviembre de 2009) fue un científico de la computación israelí que recibió el Premio Turing de la ACM en 1996 «por su trabajo original que introdujo la lógica temporal en las ciencias de la computación, y por sobresalientes contribuciones a la verificación de programas y sistemas».
Nacido en Nahalal (Israel), Pnueli recibió su licenciatura en Matemáticas en el Technion de Haifa, y su doctorado en matemática aplicada por el Instituto Científico Weizmann. Su tesis trata del «Cálculo de Mareas en el Océano». Durante una estancia postdoctoral en la Universidad de Stanford, cambió su campo de interés. Regresó a Israel como investigador, y tras una serie de ascensos académicos se convirtió en profesor de Ciencias de la Computación en el Instituto Weizmann en 1981. En 1999, Pnueli se mudó al Departamento de Ciencias de la Computación de la Universidad de Nueva York.
Además, durante su carrera Pnueli ha fundado dos compañías tecnológicas. Estuvo casado, y tuvo tres hijos y un nieto.
Falleció el 2 de noviembre de 2009 en Nueva York.